# Knut Hjeltnes
Knut Hjeltnes (ur. 8 grudnia 1951 w Ulvik, zm. 17 stycznia 2024) – norweski lekkoatleta specjalizujący się w rzucie dyskiem.
W 1978 ukończył studia na Uniwersytecie Brighama Younga.
Trzykrotnie startował na igrzyskach olimpijskich w rzucie dyskiem. W 1976 zajął 7. miejsce z wynikiem 63,06 m, w 1984 był 4. z rezultatem 65,28 m, a w 1988 ponownie uplasował się na 7. pozycji, uzyskując 64,94 m. Podczas mistrzostw świata w 1983 był 9. w rzucie dyskiem. Zajął również 4. miejsce w tej samej konkurencji na mistrzostwach Europy w 1986, a także był 5. na ME w 1978.
W 1985 zajął drugie miejsce w Finale Grand Prix IAAF w rzucie dyskiem, taką samą lokatę zajął w generalnej punktacji tej konkurencji, a rok później zdobył brązowy medal igrzysk Dobrej Woli w rzucie dyskiem z wynikiem 64,02 m. 
Reprezentant kraju w pucharze Europy.
Mistrz Norwegii w pchnięciu kulą z lat 1975–1976 i 1978–1984 i rzucie dyskiem z lat 1975–1976, 1979–1984, 1986 i 1988–1989 oraz wicemistrz kraju w rzucie dyskiem z 1974, 1996 i 1997. Reprezentował kluby IL Gular, BUL Oslo oraz Øystese IL.
W 1977 za stosowanie sterydów anabolicznych został zdyskwalifikowany na rok, stając się pierwszym norweskim lekkoatletą ukaranym za doping.
W latach 1975–1980 trzykrotnie ustanawiał rekord Norwegii w pchnięciu kulą, a w latach 1975–1985 dziesięciokrotnie ustanawiał rekord kraju w rzucie dyskiem. W latach 1979–1983 był rekordzistą krajów nordyckich w rzucie dyskiem.
Po zakończeniu kariery został trenerem. Żonaty z Colleen, z którą ma troje dzieci: córkę Kristin oraz synów Erika i Daniela.

## Rekordy życiowe
Na podstawie:
- pchnięcie kulą – 20,55 m (Bodø, 5 lipca 1980), do 1986 rekord Norwegii[15][17]
- rzut dyskiem – 69,62 m (San Jose, 25 maja 1985), rekord Norwegii[18]